# Фторид-триоксид брома
Фтори́д-триокси́д бро́ма (пербромѝлфтори́д) — неорганическое соединение
брома, фтора и кислорода с формулой BrO3F,
бесцветный газ,
реагирует с водой.

## Получение
- Действие пентафторида сурьмы на раствор пербромата калия в плавиковой кислоте[1]:

{\displaystyle {\mathsf {KBrO_{4}+2SbF_{5}+3HF\ {\xrightarrow {}}\ BrO_{3}F+K[SbF_{6}]+H[SbF_{6}]\cdot H_{2}O}}}

## Физические свойства
Фторид-триоксид брома при нормальных условиях образует бесцветный газ,
устойчивый в отсутствие влаги. Плавится при −110,35 °C, кипит при +2,35 °C. Плотность жидкого вещества 2,2 г/см3. Энтальпия образования 137,4 кДж/моль. Теплота испарения 25,3 кДж/моль. Энтропия 298,7 Дж/(моль·К).

## Химические свойства
- Реагирует с водой, полностью гидролизуясь до бромной кислоты и фтороводорода[1]:

{\displaystyle {\mathsf {BrO_{3}F+H_{2}O\ {\xrightarrow {}}\ HBrO_{4}+HF}}}
- Как и другие оксифториды брома, является сильным окислителем и фторирующим агентом[1].